# 国一揆
国一揆（くにいっき）は、南北朝時代、室町時代の領主層による領主権の確保を目的とした連合形態（一揆）を言う。国一揆が形成される要因のひとつとして外部からの政治的圧力の介入などが挙げられ、それらに対抗する為の軍事的共同形態的な結び付きが強く、目的が達成される、あるいは脅威が去った際には国一揆は解体される。代表的な国一揆として播磨の国一揆、伊賀惣国一揆、加賀一向一揆などが挙げられる。

## 概要
国一揆が形成される契機として主に以下のような要因が挙げられる。
- 一定の政治的意図をもって上から組織される場合（南九州国人一揆など）
- 新任の守護に軍事的に対抗し組織される場合（安芸国人一揆など）
- 既存守護勢力の追放を目的として組織される場合（山城国一揆など）